# The Drugs Don't Work
"The Drugs Don't Work" é uma canção do conjunto inglês Verve, presente no seu terceiro disco, Urban Hymns. Foi, ainda, lançada no dia 1 de Setembro de 1997 como segundo compacto do disco, alcançando o primeiro lugar na parada inglesa, sendo o maior sucesso da banda na Inglaterra. O seu compositor, Richard Ashcroft, escreveu a música como resposta à morte de seu pai, vítima de cancro, e também se acredita que o relacionamento com a esposa, Kate Radley, tenha influenciado a canção - recentemente, Ashcroft declarou em entrevista, "para mim ("The drugs don't work") é uma canção de amor".
A música ganhou uma versão de Ben Harper no seu disco ao vivo Live from Mars, além de uma feita pelo conjunto australiano Grinspoon numa compilação para uma emissora de rádio do país, e uma outra versão feita pelo grupo americano de metal alternativo Three Days Grace, sendo essa versão acústica.
A letra original, presente na versão demo, é levemente diferente da versão definitiva, com o verso "They just make me worse" tendo sido mudado para "They just make you worse".
Segundo o produtor, Chris Potter, o vocal de Richard Ashcroft nesta música, gravado num único take, é o melhor que já gravou em toda sua carreira.

## Videoclipe
O videoclipe da música começa onde o vídeo do single anterior do Verve, Bitter Sweet Symphony, termina. A banda dobra uma esquina e passa por uma máquina de venda de produtos chamada 'Feelings', numa referência à canção 'Life's an ocean', do segundo disco do Verve, A Northern Soul, onde Ashcroft canta "I was buying some feelings/from a vending machine" ("eu estava comprando alguns sentimentos / de uma máquina de venda"). O resto do vídeo mostra a banda a tocar a canção, com cenas em preto-e-branco intercaladas com cenas a cores. O conceito original era o de mostrar a banda num labirinto, para ilustrar "falta de direcção".

## Relação de músicas do compacto inglês
- CD1 HUTDG88

1. "The Drugs Don't Work"
2. "Three Steps"
3. "The Drugs Don't Work" (demo)

- CD2 HUTDX88

1. "The Drugs Don't Work"
2. "Bitter Sweet Symphony" (James Lavelle Remix)
3. "The Crab"
4. "Stamped"

- 12" HUT88

1. "The Drugs Don't Work" (radio edit)
2. "The Drugs Don't Work" (demo version)
3. "Three Steps"
4. "The Crab"

## Certificações
| Região                                                                                                  | Certificação | Vendas   |
| --- | ------------ | -------- |
| Reino Unido (BPI)                                                                                       | Platina      | 600,000^ |
| *números de vendas baseados somente na certificação ^números de vendas baseados somente na certificação |              |          |